# Living Death (hudební skupina)
Living Death je německá speed/thrashmetalová kapela založená v roce 1980 nebo 1981 bratry Reinerem a Dieterem Kelchem ve městě Velbert ve spolkové zemi Severní Porýní-Vestfálsko.
Debutové studiové album Vengeance of Hell vyšlo v roce 1984. Kapela vydala celkem pět řadových desek, než se v první polovině 90. let 20. století rozpadla.

## Diskografie
Dema
- Living Death (1983)
- Pre-Production Demo (1984)

Studiová alba
- Vengeance of Hell (1984)
- Metal Revolution (1985)
- Protected from Reality (1987)
- Worlds Neuroses (1989)
- Killing in Action (1991)

EP
- Watch Out! (1985)
- Back to the Weapons (1986)

Kompilační alba
- Living Death (1994)
- Protected from Reality / Killing in Action (2002)

Koncertní alba
- Live (1988)

Singly
- Eisbein (mit Sauerkraut) (1987)

Box sety
- Thrash Metal Packet (2015)

Promo nahrávky
- Promo (1985)